# Туманшет (река)
Туманшет — река в Иркутской области России, левый приток Бирюсы.

## Название
Название Туманшет не имеет отношения к слову туман и имеет коттские корни, где шет означает река.
Исследователь енисейских языков Генрих Вернер считает наиболее вероятным, что в основе топонима лежит коттское tuma — чёрный. Лингвист предполагает, что река получила название благодаря тому, что в тайге в её долине в большом количестве обитал чёрный соболь — важный объект охоты для коттов.
При этом, существуют и некоторые другие версии происхождения топонима
По мнению Станислава Гурулёва, основа может объясняться бурятским түмэн — десять тысяч, бесчисленное множество.
Есть предположение, что основа Туман происходит от коттского тһу — глина и элемента ман, примерно означающего «освоенное пространство».
Ряд учёных считает элемент ман принадлежащим к какому-то неизвестному языку.
По мнению Андрея Дульзона, данный элемент попал в енисейские языки из индоевропейских.
Некоторые считают, что это тюркский элемент

## Общие сведения
Протекает по территории Нижнеудинского и Тайшетского районов. Образуется слиянием Левого и Правого Туманшета на высоте 1092 м над уровнем моря. Длина от истока Правого Туманшета — 249 км, площадь водосборного бассейна — 4780 км². Исток — на восточных склонах хребта Гнилого. В нижнем течении — одноимённая деревня Тайшетского района и посёлок железнодорожной станции Красноярской железной дороги с таким же названием.
По данным наблюдений с 1963 по 1989 год среднегодовой расход воды в районе посёлка Венгерка (16 км от устья) составляет 52,6 м³/с. Наименьший (6,29 м³/с) приходится на февраль, наибольший (221,27 м³/с) на май. Впадает в Бирюсу в 600 км от её устья по левому берегу.

## Данные водного реестра
По данным государственного водного реестра России и геоинформационной системы водохозяйственного районирования территории РФ, подготовленной Федеральным агентством водных ресурсов:
- Бассейновый округ — Ангаро-Байкальский
- Речной бассейн реки — Ангара
- Речной подбассейн реки — Тасеева
- Водохозяйственный участок реки — Бирюса

## Основные притоки
(расстояние от устья)
- 19 км: река Большой Верблюд (лв)
- 52 км: река Слюдянка (лв)
- 112 км: река Тегур (пр)
- 116 км: река Чёрная (пр)
- 146 км: река Нижняя Белая (пр)
- 163 км: река Верхняя Белая (пр)